# Siphona plusiae
Siphona plusiae là một loài ruồi trong họ Tachinidae.